# Po Rattiraydaputao
Po Rattiraydaputao (? - mort en 1763), nommé Nguyễn Văn Đạt  dans les sources vietnamiennes est souverain de Champa (Chiêm Thành) à  Panduranga de 1732 à 1763.

## Contexte
Po Rattiraydaputao est le fils de  Po Thuntiraidaputih, il est après sa mort investi par le Seigneur Nguyễn comme souverain vassal. Il meurt en 1763 et a pour successeur son fils Po Tisundimahrai.